# Communes de la wilaya d'Aïn Témouchent

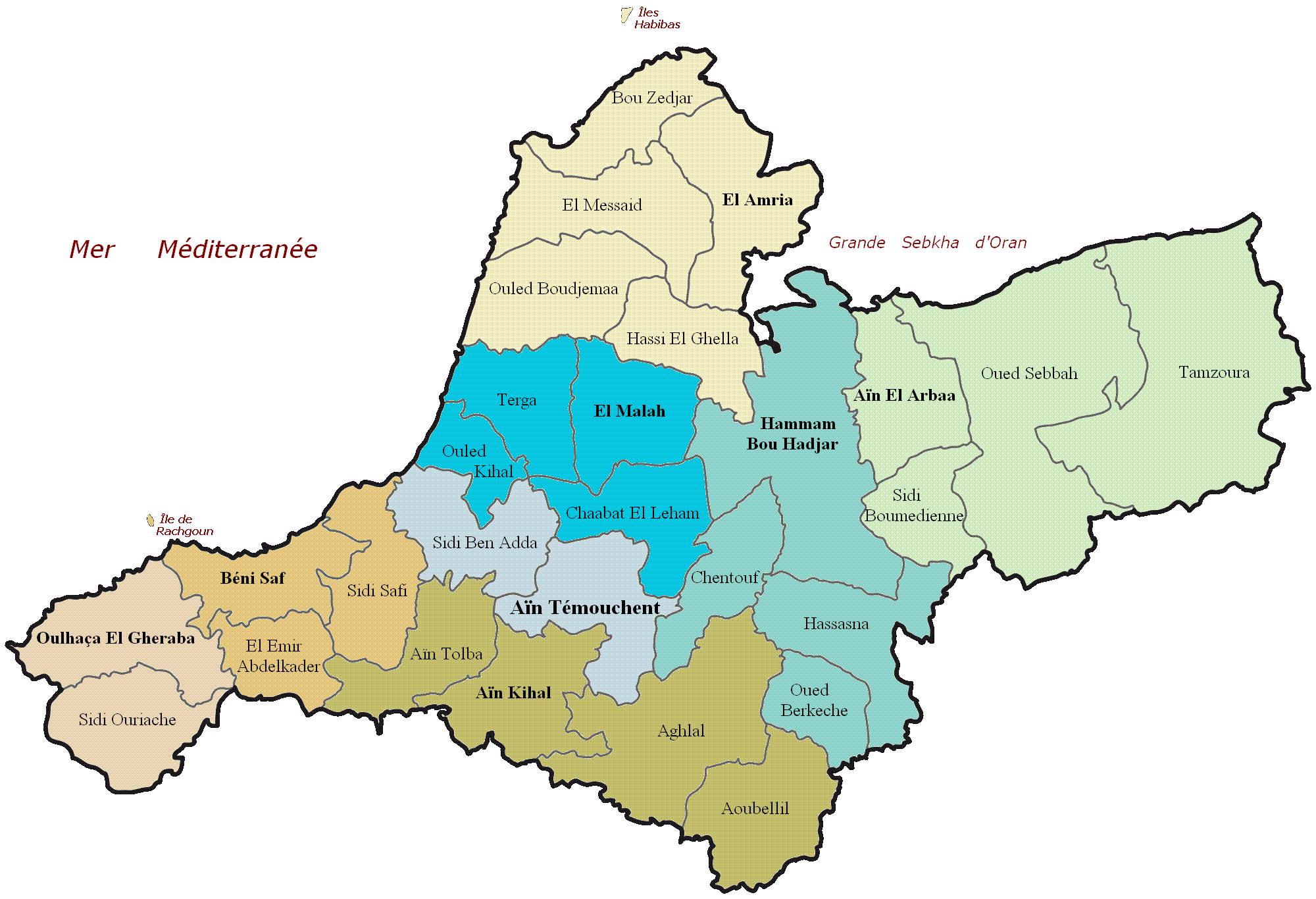
Carte administrative des communes de la wilaya, et mise en évidence de leurs daïras respectives

Pour un article plus général, voir Liste des communes d'Algérie.
1. Aghlal
2. Aïn El Arbaa
3. Aïn Kihal
4. Aïn Témouchent
5. Aïn Tolba
6. Aoubellil
7. Beni Saf
8. Bouzedjar
9. Chaabat El Leham
10. Chentouf
11. El Amria
12. El Emir Abdelkader
13. El Malah
14. El Messaid
15. Hammam Bouhadjar
16. Hassasna
17. Hassi El Ghella
18. Oued Berkeche
19. Oued Sabah
20. Ouled Boudjemaa
21. Ouled Kihal
22. Oulhaça El Gheraba
23. Sidi Ben Adda
24. Sidi Boumedienne
25. Sidi Ouriache
26. Sidi Safi
27. Tamzoura
28. Terga